# Lutjanus erythropterus
Espèce
Lutjanus erythropterus est une espèce de poisson de la famille des Lutjanidae.
Le Sultanat d'Oman lui a dédié un timbre, émis en 1999.